# Resellinas
Resellinas (en asturiano: Reseḷḷinas) es una casería española, hoy día despoblada, de la parroquia de Ballota, perteneciente al municipio de Cudillero, en la comunidad autónoma de Asturias.

## Toponimia
El lugar puede encontrarse referido como Resellinas, Reseḷḷinas y Resellina.

## Demografía
En 2023, la entidad singular de población de Resellinas tenía empadronados 0 habitantes.